# Przepust

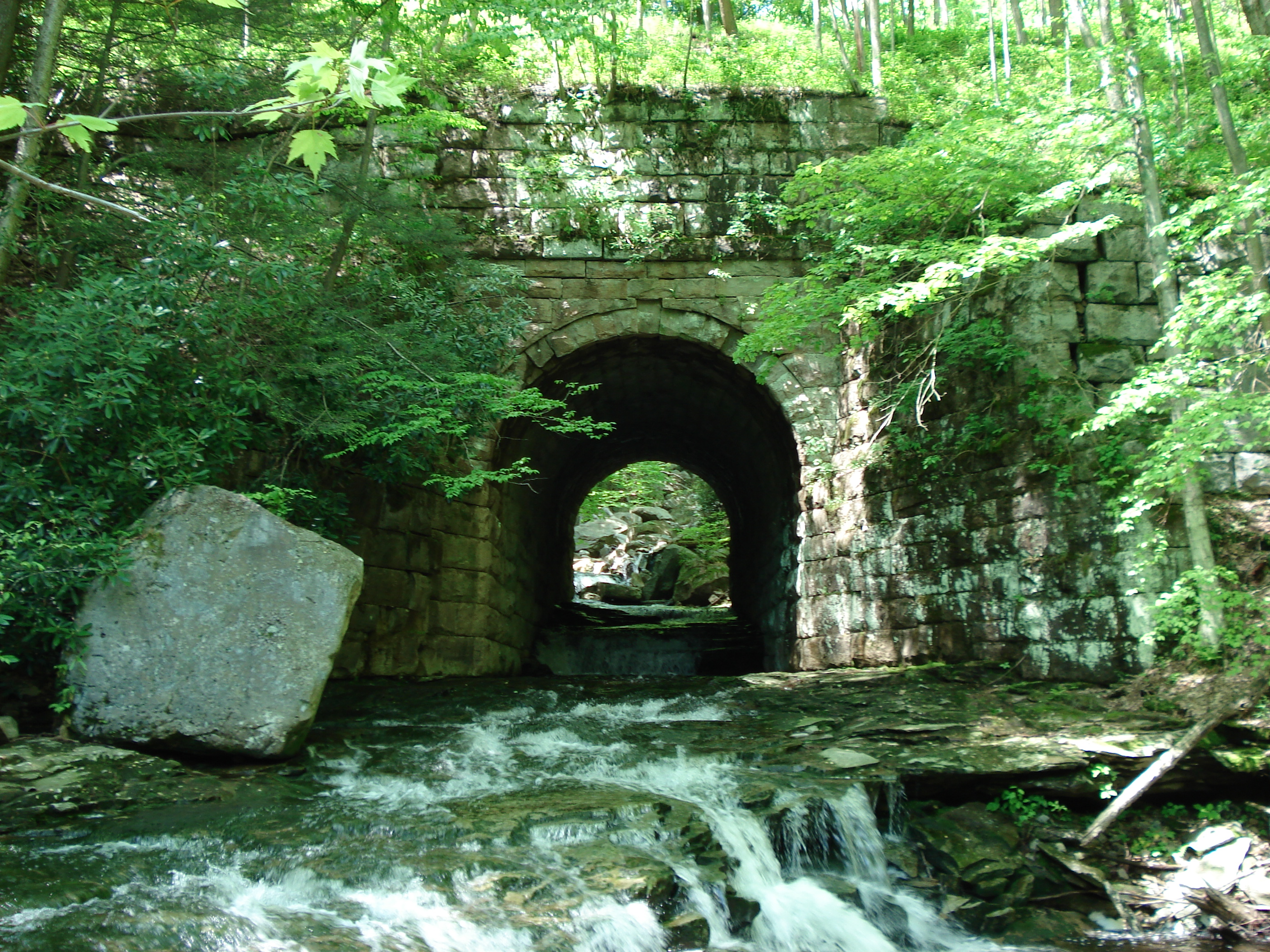
Duży kamienny przepust powstały w latach 1888–89 w Blackwater Canyon, Wirginia Zachodnia. Dawniej przepust ten stanowił dodatkową podporę dla szlaku kolejowego.

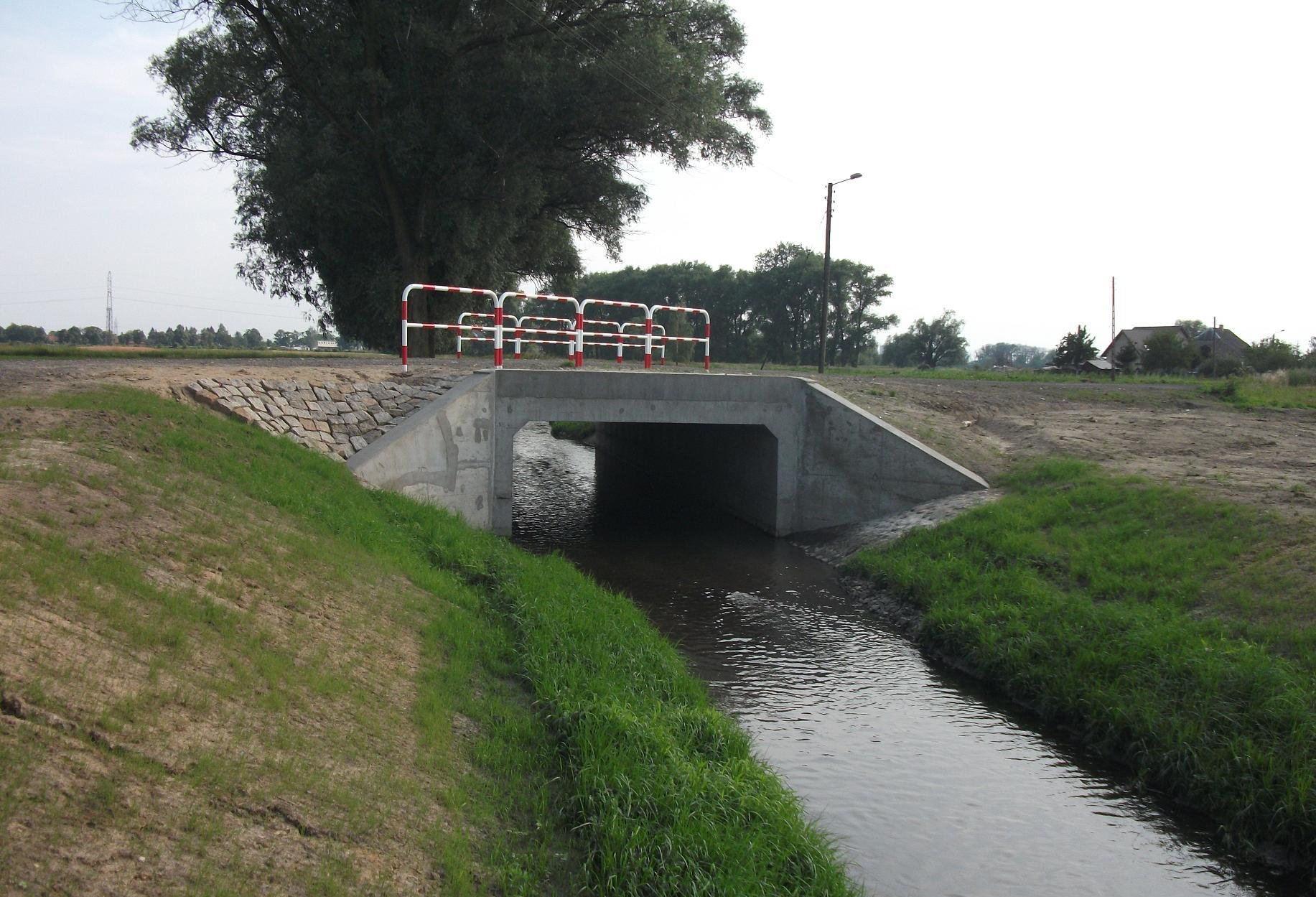
Skrzynkowy przepust Kanału Wieluńskiego pod drogą gminną relacji Bieniądzice – Chrusty, światło przepustu 3,0 × 2,0 m

Przepust – budowla stanowiąca element korpusu drogowego lub nasypu budowlanego o zamkniętym kształcie przekroju poprzecznego konstrukcji i następujących wymiarach minimalnych:
- średnicy wewnętrznej nie mniejszej niż 0,60 m dla przepustów rurowych,
- świetle (poziomym lub pionowym) nie mniejszym niż 0,60 m,
- lub most kolejowy o rozpiętości w świetle nie większej niż 3,00 m.

Przepust pod zjazdem z drogi publicznej stanowi element tego zjazdu. Przepust pod drogą publiczną o świetle mniejszym niż 150 cm stanowi element tej drogi, a o świetle większym lub równym 150 cm stanowi samodzielny obiekt inżynierski.
Przepust przeznaczony jest do przeprowadzenia cieków, szlaków wędrówek zwierząt dziko żyjących lub urządzeń technicznych przez korpus (nasyp) drogi.